# Eunice Gayson
Eunice Gayson (Croydon, 17 de março de 1928 - 8 de junho de 2018) foi uma atriz britânica.

## Carreira
Gayson fez um filme de terror chamado The Revenge of Frankenstein (1958).
Ela ficou conhecida por sua participação nos dois primeiros filmes de James Bond, 007 contra o Satânico Dr. No e Moscou contra 007, no início dos anos 1960, no papel de Sylvia Trench, a primeira bond girl a aparecer numa cena de um filme de 007.
Gayson estava escalada pelos produtores Albert Broccoli e Harry Saltzman para viver Miss Moneypenny, a secretária de M, chefe do MI6 britânico na série, personagem que acabou sendo da atriz canadense Lois Maxwell, que o faria por mais de vinte anos nas telas.
Ela foi também a primeira atriz a participar de dois filmes de Bond, voltando no mesmo papel do primeiro, em Moscou contra 007, de 1963. Como quase todas as atrizes que aparecerem nos dois primeiros filmes da série, ela também foi dublada.
Depois dos filmes de Bond, Gaynor participou de filmes-B de terror, da produtora Hammer, especialista no gênero, e de séries de televisão de grande audiência na Grã-Bretanha nos anos 1960 como O Santo (o papel-título era de Roger Moore, que seria o segundo Bond) e Os Vingadores, cuja atriz principal era Honor Blackman, que seria a principal bond girl do terceiro filme da série, 007 contra Goldfinger. Aposentou-se em 1972.
Em 1995, no primeiro filme de Pierce Brosnan no papel do espião de Sua Majestade, 007 contra Goldeneye, sua filha aparece em uma pequena cena no cassino da trama.
Gayson morreu em 8 de junho de 2018, aos 90 anos.